# Stanisław Adamiak (konsul honorowy)
Stanisław Adamiak (ur. 11 listopada 1949 w województwie lubelskim) – polski inżynier, przedsiębiorca, konsul honorowy Ukrainy w Chełmie.

## Życiorys
Urodził się 11 listopada 1949 roku w województwie lubelskim RP.
W 1978 roku ukończył studia na Uniwersytecie Przyrodniczym w Lublinie na kierunku inżynieria.
W 1993 roku założył firmę ZOMAR S.A. i od tamtej pory jest jej prezesem. Firma prowadzi różne rodzaje działalności, w tym import energii, przemysł spożywczy, hotelarstwo itp.
Od 2004 – Konsul Honorowy Ukrainy w Chełmie.
Aktywnie zaangażowany w działalność publiczną.

## Odznaczenia i wyróżnienia
- Order „Za zasługi” II stopnia – Ukraina, 2009[3]
- Order „Za zasługi” III stopnia – Ukraina, 1999[4]
- Krzyż Oficerski Orderu Odrodzenia Polski
- Złoty Krzyż Zasługi[5]
- Srebrny Krzyż Zasługi[5]
- Brązowy Krzyż Zasługi[5]
- Odznaka „Zasłużony Działacz Kultury”[5]